# Ferran de Portugal i d'Aragó
Ferran de Portugal i d'Aragó (Almeirim, Portugal, 1433 - Setúbal, 1470) fou infant de Portugal, segon duc de Viseu (1460-1470) i conestable de Portugal.

## Orígens familiars
Fill del rei Eduard I de Portugal i la seva esposa Elionor d'Aragó, nasqué el 17 de novembre de 1433.
Per línia materna era net del comte-rei Ferran I d'Aragó i fou germana del rei Alfons V de Portugal.

## Duc de Viseu
Ferran fou nomenat en 1460 hereu del seu oncle Enric el Navegant, el qual el va adoptar, i en aquesta condició el va succeir en el ducat de Viseu.

## Núpcies i descendents
Es casà el 1452 amb la seva cosina Beatriu de Portugal, Filla de l'infant Joan de Portugal i Elisabet de Bragança, i neta per tant de Joan I de Portugal. D'aquesta unió nasqueren:
- l'infant Joan de Viseu (1456-1472), tercer Duc de Viseu i segon Duc de Beja
- la infanta Elionor de Viseu (1458-1525), casada el 1471 amb el seu cosí Joan II de Portugal
- la infanta Isabel de Viseu (1459-1521), casada el 1472 amb Ferran II de Bragança
- l'infant Dídac de Viseu (1460-1484), quart Duc de Viseu i tercer Duc de Beja
- l'infant Eduard de Viseu (1462-?), mort jove
- l'infant Dionís de Viseu (1464-?), mort jove
- la infanta Caterina de Viseu (1465-?), morta jove
- l'infant Símmac de Viseu (1467-?), mort jove
- l'infant Alfons de Viseu (1468-?), mort jove
- l'infant Manuel I de Portugal (1469-1521), duc de Viseu i de Beja, i rei de Portugal

Ferran de Portugal morí el 18 de setembre de 1470 a Setúbal.